# Cmentarz żydowski w Uchaniach
Cmentarz żydowski w Uchaniach – kirkut, którego data powstania jest nieznana. Ma powierzchnię 0,6 ha. Znajduje się przy ulicy Podgórze, w czasie II wojny światowej był wykorzystywany jako miejsce masowych egzekucji i uległ dewastacji. Zachowały się fragmenty ogrodzenia. Obecnie na jego terenie znajduje się jedynie kilka odzyskanych nagrobków.